# Gasspis

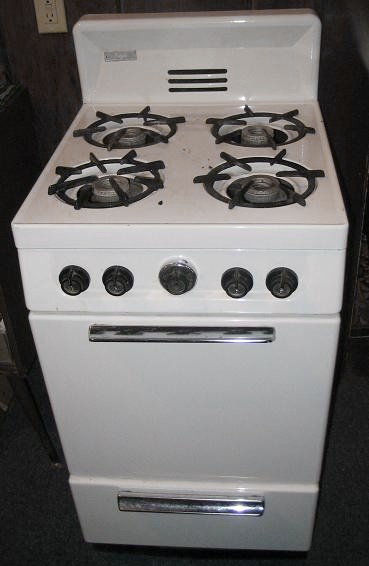
En gasspis

Gasspis är en spis som skapar värme genom förbränning av gasbränsle, till exempel gasol, stadsgas eller naturgas. Gasspisen uppfanns före elspisen, men förekommer än idag. Många som använder gasspis professionellt, till exempel kockar, upplever att gasspisen är bekvämare då den ger en mer exakt och omedelbar reaktion när man ökar eller minskar gaslågan, det vill säga värmetillförseln.

## Sverige
I Sverige har gasspisarna i många städer ersatts med elspisar där gasverken har lagts ned. I exempelvis Göteborg och Malmö finns de dock kvar och drivs med naturgas från den ledning som förser västra Skåne och den svenska västkusten upp till Göteborg med naturgas. De flesta gasspisarna i Sverige finns dock i Stockholmsområdet (Stockholm, Nacka, Solna och Sundbyberg), tillsammans ca 85 000 år 2009. Där användes tidigare spaltgas, som tillverkas av lättbensin  eller butan, men en övergång till biogas och naturgas genomfördes och det gamla spaltgasverket i Värtahamnen lades ned i januari 2011.